# Aeroporto de Laguna
O Aeroporto Anita Garibaldi é um aeródromo brasileiro que serve ao município de Laguna, no estado de Santa Catarina, localizado nas Coordenadas 28 22 36 S 48 44 34 W. Sua pista de 1500 x 23 metros em terra e grama é sinalizada. Localizada na Rua do Aeroporto, no Bairro Praia do Sol, distante 12 km do centro de Laguna.

## Operação
Atualmente o Aeroporto Anita Garibaldi encontra-se interditado desde 8 de julho de 2013.  
Os aeródromos mais próximos são: São José, Florianópolis, Jaguaruna ou Criciúma. 
A frequência de coordenação é a Livre: 123.450 MHz

## Projeto de melhorias
Atualmente está sendo aguardado o início da licitação para a revitalização e melhorias do aeródromo.
Dentro delas estão: asfaltamento da pista principal e taxiways, dois helipontos, melhorias na áreas de escape, ampliação do pátio de manobras e estacionamento, tanque-bomba de abastecimento Avgas e Jet-A1, melhorias na sinalização, cercamento total do campo, hangares novos, sala AIS equipada com estação de rádio, estação meteorológica, biruta iluminada, lanchonete, secretaria, estacionamento para veículos.
A empresa Galaxy Aero de Itajaí se demonstrou disposta a investir no aeródromo.
O aeroporto Anita Garibaldi será uma alternativa do Aeroporto de Jaguaruna.
O projeto também engloba o compromisso do governo municipal em pavimentar o acesso BR-101 -> Praia do Sol -> Laguna Internacional, que é a continuação da Rodovia Interpraias.